# ۱۹۸۷ (فیلم)
۱۹۸۷ (انگلیسی: 1987) یک فیلم است.